# Heartless (filme)
Heartless (br: Marca da Vingança) é um filme do Reino Unido de 2009, do gênero suspense, dirigido por Philip Ridley. 

## Elenco
- Jim Sturgess como Jamie Morgan
- Luke Treadaway como Lee Morgan
- Clémence Poésy como Tia
- Justin Salinger como Raymond Morgan
- Fraser Ayres como Vinnie
- Noel Clarke como A.J.
- Ruth Sheen como Marion Morgan